# Alena Vašková
Alena Vašková, née le 8 novembre 1975 à Rožnov pod Radhoštěm, est une joueuse de tennis tchèque, professionnelle entre 1992 et 2005.

## Carrière
Elle a remporté 8 titres en simple sur le circuit ITF et 11 en double.
Ses meilleurs résultats sur le circuit WTA sont un quart de finale à Tachkent en 2001 et à Acapulco en 2003.
Bien que classée seulement 133e, elle est sélectionnée pour représenter la République tchèque en Fed Cup en 2001. Elle perd ses deux matchs de double associée à Petra Cetkovská et Květa Peschke contre la France et la Russie.

## Palmarès

### Titre en double dames
Aucun

### Finale en double dames
| No | Date       | Nom et lieu du tournoi | Catégorie | Dotation  | Surface         | Vainqueures                           | Partenaire      | Score         |          |
| -- | ---------- | ---------------------- | --------- | --------- | --------------- | ------------------------------------- | --------------- | ------------- | -------- |
| 1  | 17/09/2001 | Challenge Bell Québec  | Tier III  | 170 000 $ | Moquette (int.) | Samantha Reeves Adriana Serra Zanetti | Klára Koukalová | 7-5, 4-6, 6-3 | Parcours |

## Parcours en Grand Chelem

### En simple dames
| Année | Open d'Australie | Open d'Australie | Internationaux de France | Internationaux de France | Wimbledon | Wimbledon | US Open         | US Open          |
| ----- | ---------------- | ---------------- | ------------------------ | ------------------------ | --------- | --------- | --------------- | ---------------- |
| 2000  | -                | -                | -                        | -                        | -         | -         | 1er tour (1/64) | Kristina Brandi  |
| 2003  | -                | -                | -                        | -                        | -         | -         | 1er tour (1/64) | Elena Dementieva |

À droite du résultat, l’ultime adversaire.

### En double dames
N'a jamais participé à un tableau final.

## Parcours en Fed Cup
| #                                                                         | Date       | Lieu   | Surface      | Gagnante(s)                      | Perdante(s)                    | Score    |          |
|                                                                           |            |        |              |                                  |                                |          |          |
| 2001 - Round robin (groupe mondial) - Russie - République tchèque - 2 : 1 |            |        |              |                                  |                                |          |          |
| 1                                                                         | 07/11/2001 | Madrid | Terre (int.) | Elena Likhovtseva Nadia Petrova  | Květa Hrdličková Alena Vašková | 6-3, 6-2 | Parcours |
|                                                                           |            |        |              |                                  |                                |          |          |
| 2001 - Round robin (groupe mondial) - France - République tchèque - 3 : 0 |            |        |              |                                  |                                |          |          |
| 2                                                                         | 08/11/2001 | Madrid | Terre (int.) | Nathalie Tauziat Sandrine Testud | Petra Cetkovská Alena Vašková  | 6-3, 6-2 | Parcours |

## Classements WTA en fin de saison

### En simple
| Année | 1992 | 1993 | 1994 | 1995 | 1996 | 1997 | 1998 | 1999 | 2000 | 2001 | 2002 | 2003 | 2004 | 2005 |
| Rang  | 737  | 438  | 335  | 217  | 202  | 251  | 362  | 207  | 152  | 131  | 154  | 127  | 737  | 454  |

Source : (en) « Classements de Alena Vašková », sur le site officiel du WTA Tour

### En double
| Année | 1992 | 1993 | 1994 | 1995 | 1996 | 1997 | 1998 | 1999 | 2000 | 2001 | 2002 | 2003 |
| Rang  | 570  | 274  | 261  | 227  | 154  | 192  | 596  | 315  | 222  | 172  | 237  | 467  |

Source : (en) « Classements de Alena Vašková », sur le site officiel du WTA Tour